# Sezar Akgül
Pour les articles homonymes, voir Akgül.
Sezar Akgül (né le 27 avril 1988) est un lutteur turc.

## Palmarès

### Jeux olympiques
- participation aux Jeux olympiques d'été de 2008 à Pékin (Chine)

### Championnats du monde
- Médaille d'argent en catégorie moins de 55 kg en 2009 à Herning
- Médaille de bronze en catégorie moins de 55 kg en 2013 à Budapest

### Jeux méditerranéens
- Médaille d'or dans la catégorie des moins de 55 kg aux Jeux de 2009

### Championnats d'Europe
- Médaille de bronze en moins de 57 kg lors des Jeux européens de 2015 valant comme Championnats d'Europe
- Médaille de bronze en catégorie des moins de 55 kg en 2013 à Tbilissi (Géorgie)
- Médaille de bronze en catégorie moins de 55 kg en 2008
- Médaille de bronze en catégorie moins de 55 kg en 2007